# Гнилое (озеро, Карелия)
Гнило́е (фин. Prakunjärvi) — озеро на территории Лоймольского сельского поселения Суоярвского района Республики Карелия.

## Общие сведения
Площадь озера — 1,2 км². Располагается на высоте 135 метров над уровнем моря.
Форма озера лопастная, продолговатая: вытянуто с севера на юг. Берега каменисто-песчаные, местами заболоченные.
Через озеро протекает ручей Юлянйоки, втекающий в реку Юуванйоки.
В озере около десятка безымянных островов различной площади, однако их количество может варьироваться в зависимости от уровня воды.
Населённые пункты возле озера отсутствуют. Ближайший — посёлок городского типа Вяртсиля — расположен в 13 км к западу от озера.
Код объекта в государственном водном реестре — 01040300211102000013377.